# Dinotrux
Dinotrux è una serie televisiva d'animazione statunitense-canadese basata su una serie di libri di Chris Gallo e prodotta da DreamWorks Animation.

## Trama
La serie è ambientata in un mondo preistorico chiamato era Meccanozoica, il protagonista della serie è Ty, un T-trux (Tirannosauro Rex-escavatore) gigante, costretto a lasciare la valle in cui viveva, a causa dell'eruzione di un vulcano, scopre l'esistenza di una nuova razza che vive in un'altra valle, gli Attrezzo-rettili, e del suo cibo preferito: minerali grezzi. Utilizzando la sua istintiva genialità, il suo entusiasmo e le sue doti da leader, Ty inizia a convincere i suoi nuovi compagni del cratere che possono trovare un modo per lavorare e vivere insieme.  Il suo primo amico è un attrezzo-rettile molto coraggioso ed intelligente di nome Revvit (una combinazione tra una lucertola e un trapano a rotazione), uno sviluppo sorprendente che porta alla prima amicizia nella storia del mondo tra un Dinotrux e un Attrezzo-rettile! Oltre a loro ci vivono altre specie di Dinotrux che non sono affatto amichevoli. Ma grazie al loro intrepido coraggio i due amici raduneranno un equipaggio extra-large, di Dinotrux ed altre creature ancora per fronteggiare i cattivi del cratere, tra questi vi è un altro Tirannosauro Rex-escavatore egoista e sociopatico, di nome, D-Strucs che non tollera affatto la loro presenza; con cui la nostra squadra Dinotrux si trova spesso a doverlo fronteggiare.

## Personaggi principali
- Ty Rux: Chiamato semplicemente ''Ty'' è un T-trux (Tirannosauro Rex-escavatore) molto coraggioso e altruista, sempre ad aiutare chi ne ha bisogno, ed è anche il leader della squadra Dinotrux da lui stesso creata dopo che fu costretto ad andarsene dalla valle in cui viveva a causa dell'eruzione di un vulcano si insedia in un nuovo cratere dove conosce i suoi amici ed il malefico D-Strucs che vuole ogni cosa tutta per sé, ed con il quale egli vi si troverà spesso in conflitto con i suoi amici. Sul quale hanno sempre la meglio.
- Revvit: un attrezzo-rettile dalla mente molto lucida e geniale dal quale gli vengono in mente delle brillanti idee che usa per aiutare i suoi amici Dinotrux. È il migliore amico di Ty ed anch'egli collabora con lui per difendere il cratere dalla minaccia di D-Strucs, e soprattutto è la mente più geniale del gruppo che aiuta molto spesso la squadra Dinotrux a sventare i malefici piani dello stesso T-trux.
- Ton-Ton: è uno Scaricosauro (Anchilosauro-camion della discarica) molto temerario ed sempre pronto a vivere una fantastica ed emozionante avventura con i suoi migliori amici a cui è sempre disposto a proteggerli.
- Sky: è una Grusauro (Brachiosauro-gru) molto femminile ed altruista, sempre disposta ad aiutare i suoi amici quando si trovano nei guai ed anche il membro più alto del gruppo, e soprattutto è capace di poter afferrare qualsiasi cosa con la sua ''lingua'' in caso necessario quando si trovano ad affrontare il malefico D-Strucs.
- Dozer: un Bulldozeratopo (Triceratopo-bulldozer) dal carattere duro ma dal cuore tenero che con la sua forza è capace di poter sollevare qualsiasi cosa, ed è anche il membro più forte della squadra a cui è sempre disposto a dare una mano affrontando e mandando a monte i terribili piani di D-Strucs nel rimpossessarsi del cratere.
- Garby: uno Spazzadonte (Stegosauro-camion dei rifiuti) molto goloso che di rado ed certe volte lo si vede aiutare e stare in compagnia della squadra Dinotrux, nel sventare i piani malefici di D-Strucs.
- Ace, Waldo e Click-Clack: Sono altri attrezzo-rettili amici di Revvit, che molto spesso riparano ed partecipano alle mitiche avventure con i Dinotrux nello sventare i piani malefici di D-Strucs. La prima è molto avventurosa, il secondo molto burbero e il terzo molto pauroso.
- D-Strucs: È un altro T-trux (Tirannosauro Rex-escavatore) nonché l'antagonista principale della serie che non ama condividere le cose con nessun altro. A causa del suo carattere e del fatto che non comprenderà mai che cosa significa avere degli amici su cui si può sempre contare, egli viene sempre sconfitto da Ty e dai suoi amici, che ogni volta gli mandano a monte i suoi piani e gli hanno strappato già per ben due volte le nuove code che si è fatto sempre costruire dal suo assistente Skrap-It.
- Skrap-It: è uno scarto-rettile che fa da servitore ed alleato di D-Strucs, ed è l'antagonista secondario della serie che assomiglia al Camaleonte di Jackson.
- George: un altro Bulldozeratopo (Triceratopo-bulldozer) dall'atteggiamento Zen che Ty e i suoi amici incontrano molto spesso ed uno dei tanti aiutanti della squadra che li salva sempre da numerosi pericoli. Di solito lo si vede sempre calmo e tranquillo ma quando vede che i suoi amici vengono picchiati da D-Strucs ed alleati dimostra il più delle volte che può perdere assolutamente la calma e prende a botte molto duramente i suoi avversari come lo ha fatto con Blayde.

## Altri personaggi (in ordine di apparizione)
- Rottamadattili: Sono un gruppo di Pteranodonti meccanici che si nutrono dei rottami di altre creature e talvolta anche di attrezzo-rettili.
- Scartoraptor: sono un branco di raptor meccanici terribilmente territoriali e che come i Rottamadattili si nutrono di rottami di altre creature, arrivando a smantellare creature vive per cibarsene.
- Tartattrezzi: sono quattro cuccioli di tartarughe meccaniche che si affezionano a Dozer, scambiandolo per la loro mamma. Alla fine pure Dozer si affezionerà a loro, dandoli pure dei nomi: Jack, Shelly, Muffin e Dozer Junior. Tra le loro diverse abilità possono anche dipingere un Dinotrux con la loro vernice.
- Attrezzo-rettili: sono un'altra specie di rettili che sono i membri della comunità di cui ne fanno parte Revvit e i suoi amici.
- Attrezzo-brugole: Sono un gruppo di lucertole meccaniche tutte di nome Otto, tutte uguali nell'aspetto e nel parlare con un accento tedesco che fin dal loro primo incontro diventano amici dei Dinotrux.
- Schiacciasauri: sono un branco di Dinotrux che frantumano e schiacciano tutto al loro passaggio. L'unica parola che dicono è "Schiaccio".
- Lloyd, Smash-It, e Break-It: sono tre Scarto-rettili che sono diventati i collaboratori di Skrap-It, che come lui assomigliano ai Camaleonti di Jackson, su suggerimento di D-Strucs.
- Drag-O, Wrecka, e Scoot: sono un trio di Scaricosauri (Anchilosauro-camion della discarica) che in passato sono stati grandi amici di Ton-Ton e ritornano ad esserlo dopo aver capito che il loro atteggiamento era del tutto sbagliato.
- Stix e i Collasauri: sono un gruppo di Collasauri (Dilofosauri-spara colla) che furono costretti ad obbedire a D-Strucs, ma grazie a Revvit gli si sono ribellati ed sono divenuti amici della squadra Dinotrux.
- Trainoconstrictor: sono un branco di Boa constrictor mettalici che vivono nella temuta Foresta Oscura. Comunicano attraverso dei sonagli di metallo.
- Scartoraptor del deserto: sono un branco di Proceratosauri meccanici che vivono nel deserto e come la loro controparte sono terribilmente territoriali e feroci. Seguono una rigida gerarchia che li spinge a seguire l'esemplare con le corna più grandi.
- Fresa, Trapano, Foro e Buco: Sono gruppo di Trivellasauri (Dyoplosauro- Trivella) che vivono sottoterra ed hanno una vista scarsa, che per caso incontrano Ty e la sua squadra e ne diventano subito amici. Trapano diverrà anche un loro alleato contro D-Strucs.
- Splitter: è un pericoloso Segatrodonte (Dimetrodonte-Motosega) che vuole a tutti costi sradicare tutti gli alberi del cratere, ma alla fine verrà sconfitto e cacciato da Ty e i suoi amici ma, per vendicarsi diventerà alleato di D-Strucs.
- Flynt: un simpatico Idradonte (Iguanodonte-Idrante) che in passato ha avuto dei difficili rapporti con Skrap-It e D-Strucs.
- Martellattrezzi: sono una specie di attrezzo-rettili (moloch-martelli) che migrano per cercare minerali. Battono sempre nel terreno per intimidire gli avversari. Sono molto veloci e sono capaci di immobilizzare un Dinotrux al terreno. Fecero un'alleanza con D-strucs
- Zera e Ratopo: sono altri Bulldozeratopi (Triceratopo-bulldozer) che sono grandi amici di George, Dozer e della squadra Dinotrux assieme ad altri loro simili.
- Blayde: una femmina di Bulldozeratopo (Pentaceratops-bulldozer) più grande che possiede una coda a forma di escavatore e si diverte a fare la prepotente con gli altri Dinotrux, in passato era stata una grande amica di Dozer, ma per colpa di D-Strucs, che quella volta li attaccò e distrusse gran parte della loro casa, ella per questo motivo divenne aggressiva con gli altri e ciò la portata ad isolarsi, subito dopo essere stata sconfitta da Ty, Dozer e i loro amici, si alleerà anche lei con D-Strucs.
- Prong e Horn: sono due Bulldozeratopi (Triceratopo-bulldozer) che sono costretti ad obbedire ai comandi della loro leader Blayde.
- Crunk e Chunk: Sono due Cementosauri (Pachicefalosauro-Betoniera) che diventano grandi amici di Ty e degli altri Dinotrux.
- Pounder: un Martellaurolofo (Parasaurolofo-Battipalo) muto ma molto aggressivo e arrogante, che si diverte a distruggere le cose altrui. Costui sarà l'ultimo Dinotrux che si alleerà con D-Strucs.
- Elettroaracnidi: sono dei giganteschi e mostruosi ragni metallici. Il loro morso elettrico può mandare in corto circuito gli apparecchi di un Dinotrux.
- Prop-Top, Flapjaw, Washout e Navs: sono un quartetto di Pterocotteri (Quetzalcoatlus-Bell Boeing V-22 Osprey) che dopo essere atterrati nel cratere diventano preziosi alleati dei Dinotrux.
- Snowblazer: un simpatico esemplare di Spazzasauro femmina che vive nelle regioni invernali del cratere. Incontrerà ed aiuterà Ty e i suoi amici a fuggire dalla neve. A causa della sua solitudine il suo miglior amico è un sasso di nome Herb.
- Picconattrezzi: sono una specie di attrezzo-rettili che picconano continuamente il ghiaccio e hanno dei pattini sulle zampe. Aiuteranno i Dinotrux.
- Forbitenaglia: sono migliaia di scolopendre metalliche. Da sole non rappresentano un problema, ma in branco si attaccano agli ingranaggi dei Dinotrux, inceppando il loro motore per sempre. Sono sensibili al rumore.
- Acquadonti: sono un feroce gruppo di Mosasauri meccanici che vivono nel mare e attaccano i Dinotrux mentre quest'ultimi sono su una zattera.
- Tic-Tic e gli Spazza-attrezzi: sono una carovana mobile di Troodon meccanici che riciclano vecchi rottami di creature per corazzare la loro carovana e difendersi dai predatori. Non parlano ed emettono solo dei ticchetti metallici che sembra capire solo Revvit.
- Terrortrux: un gigantesco Bagger 288, è il più grande Dinotrux mai esistito, da alcuni creduto solo una leggenda. Va in letargo ogni cento anni e quando si sveglia distrugge tutto quello che incontra. Ty e i suoi amici cercano inutilmente di fanne rimanere uno in letargo, fino a capire che il Terrortrux stava solo cercando il suo uovo.

## Doppiaggio
| Personaggio | Doppiatore originale | Doppiatore italiano |
| ----------- | -------------------- | ------------------- |
| Ty Rux      | Andrew Francis       | Massimo Bitossi     |
| Revvit      | Richard Ian Cox      | Gabriele Patriarca  |
| Sky         | Ashleigh Ball        | Sabrina Duranti     |
| Ton-Ton     | Matt Hill            | Daniele Raffaeli    |
| Dozer       | Brian Drummond       | Alberto Angrisano   |
| Ace         | Cree Summer          | Emilia Costa        |
| Waldo       | Doron Bell Jr.       | Fabrizio Vidale     |
| Click-Clack | Fred Ewanuik         | Simone Marzola      |
| D-Strucs    | Paul Dobson          | Roberto Draghetti   |
| Skrap-It    | Trevor Devall        | Luigi Ferraro       |
| Garby       | Trevor Devall        | Nanni Baldini       |
| George      | Brian Drummond       | Paolo Marchese      |

## Episodi
| Stagioni | Episodi | Date di trasmissione in America | Date di trasmissione in Italia |
| -------- | ------- | ------------------------------- | ------------------------------ |
| 1        | 10      | 14 agosto 2015                  | 15 ottobre 2016                |
| 2        | 13      | 11 marzo 2016                   | 15 Dicembre 2016               |
| 3        | 16      | 7 ottobre 2016                  | 21 Agosto 2017                 |
| 4        | 7       | 31 marzo 2017                   | 5 Marzo 2018                   |
| 5        | 6       | 18 agosto 2017                  | 13 Marzo 2018                  |
| 6        | 6       | 10 Novembre 2017                | trasmetterà 2024               |
| 7        | 7       | 23 Marzo 2018                   | trasmetterà 2024               |

## Distribuzione
La prima stagione della serie è composta da dieci episodi che, sono stati trasmessi su Netflix dal 14 agosto 2015.
In Italia la prime tre puntate vengono trasmesse in anteprima su DeA Kids a partire dall'8 dicembre 2016, per poi continuare il 21 dicembre in simulcast su DeA Kids e DeA Junior. In chiaro viene trasmessa su Super a partire dal 15 ottobre 2016.